# Yakuake
Yakuake（Yet Another Kuake），是一个KDE的下拉式终端软件。与Kate、KDevelop和Konqueror一样，Yakuake通过KParts，使用Konsole的技术来提供终端。
运行Yakuake通常比再用键盘快捷键启动一个终端快，因为程序已经载入内存了。这个对于经常要开关终端的人是很有用的。